# Липовиця
Липови́ця — село Калуського району Івано-Франківської області. Входить до складу Спаської сільської громади.

## Географія
У селі потоки Менчилка та Липовицький впадають у річку Чечву. На однойменних потоках розташовані водоспади Казарка (2,5 м) та Нова Казарка (5 м).

## Загальні відомості
Село розташоване у вузьких видолинках Карпат на висоті 750 і вище метрів над рівнем моря.
Від селища Рожнятів Липовиця віддалена на 30 км (на південь) і сполучена лише однією дорогою, вимощеною втрамбованим камінням, землею і залишками старого асфальту, яка проходить вздовж уривчастої і стрімкої гірської річки Чечва. 
Населення села становить 1635 осіб (дані на осінь 2008 року).

## Планування і архітектура
Липовиця являє собою класичне карпатське село, у якому обійстя горнуться одне до одного лише вздовж центральної вулиці; в інших місцях вони незалежно розсідаються на пагорбах.
Хати переважно дерев'яні, хоча в останні роки (1980—2000-і) з'явилося чимало кам'яниць, зокрема, й модерних.

## Історія
Перша письмова згадка про село датується 1592 роком.
Назва села, як стверджують народні перекази, імовірно походить, від первинного місця села, розташованого в долині стрімкої Чечви під крислатими липами.
У 1648 році жителі села брали активну участь у народному повстанні, за що їх очікувала кривава розправа після відходу Хмельницького.
Документально підтвердженим є факт народного виступу липовчан у 1672 році супроти місцевого польського поміщика, тоді селяни підпалили панський будинок й усмиряти їх прибув спеціальний каральний загін польського війська.
У 1939 році в селі проживало 1300 мешканців (1265 українців, 10 поляків, 25 євреїв).
Після включення до складу СРСР у повоєнний період у селі було зорганізовано спеціалізований на тваринництві колгосп «Карпати», який з огляду на безземельність Липовиці і відтак дороговизну кормів, що підвозилися здалеку, не був рентабельним, і тому з лібралізацією економіки на поч. 1990-х рр. припинив своє функціонування.
Ще з 1970-х рр. багато липовчан, як і жителі решти Західної України, виїжджали на заробітки, зокрема, на будівництва, лісозаготівлю й підприємства Сибіру. З 1990-х рр. чимало липовчан мігрували на заробітки за кордон (переважно Західна Європа).

## Населення

### Мова
Розподіл населення за рідною мовою за даними перепису 2001 року:
| Мова       | Кількість | Відсоток |
| ---------- | --------- | -------- |
| українська | 1612      | 99.75%   |
| російська  | 2         | 0.13%    |
| вірменська | 1         | 0.06%    |
| румунська  | 1         | 0.06%    |
| Усього     | 1616      | 100%     |

## Решетарство у Липовиці
Як раніше, так і тепер Липовиця славиться розвитком підсобних промислів, особливо решетарством. Виготовлення решіт і сит є давнім заняттям липовчан, що володіють особливою його технологією — без застосування цвяхів і клею, використовуючи лише дерево (смерекові дощечки) і личчя.
На початку 1920-х рр. на околиці Липовиці організували невелику решетарську майстерню і прийомний пункт, куди односельчани зносили свої вироби. Звідти їх поширювали по різних регіонах Польщі та далі за кордон.
Хоча технологія виробництва сит і решіт у Липовиці з плином часу змінилася мало, проте в селі залишився лише один професіонал старосвітського ремесла.
Найстаріше липовецьке решето, зроблене в класичному стилі віком понад 100 років зберігається в шкільному музеї. Саме тут, у місцевій школі, для бажаючих започаткувати нову сімейну традицію організували гурток, яким керує п. Ярослав Дранчук.
Технологічна простота виготовлення решіт посприяла масовості ремесла і в наш час. За словами місцевого жителя п. Ярослава Горблянського, липовчани в домашніх умовах протягом лише одного тижня у пік сезону виробляють понад 15 тисяч незамінних у господарстві і дотепер пристроїв для просівання борошна і круп.

## Уродженці
- Михайлишин Микола Ярославович (1992—2015) — капітан Збройних сил України, учасник російсько-української війни.

## Галерея

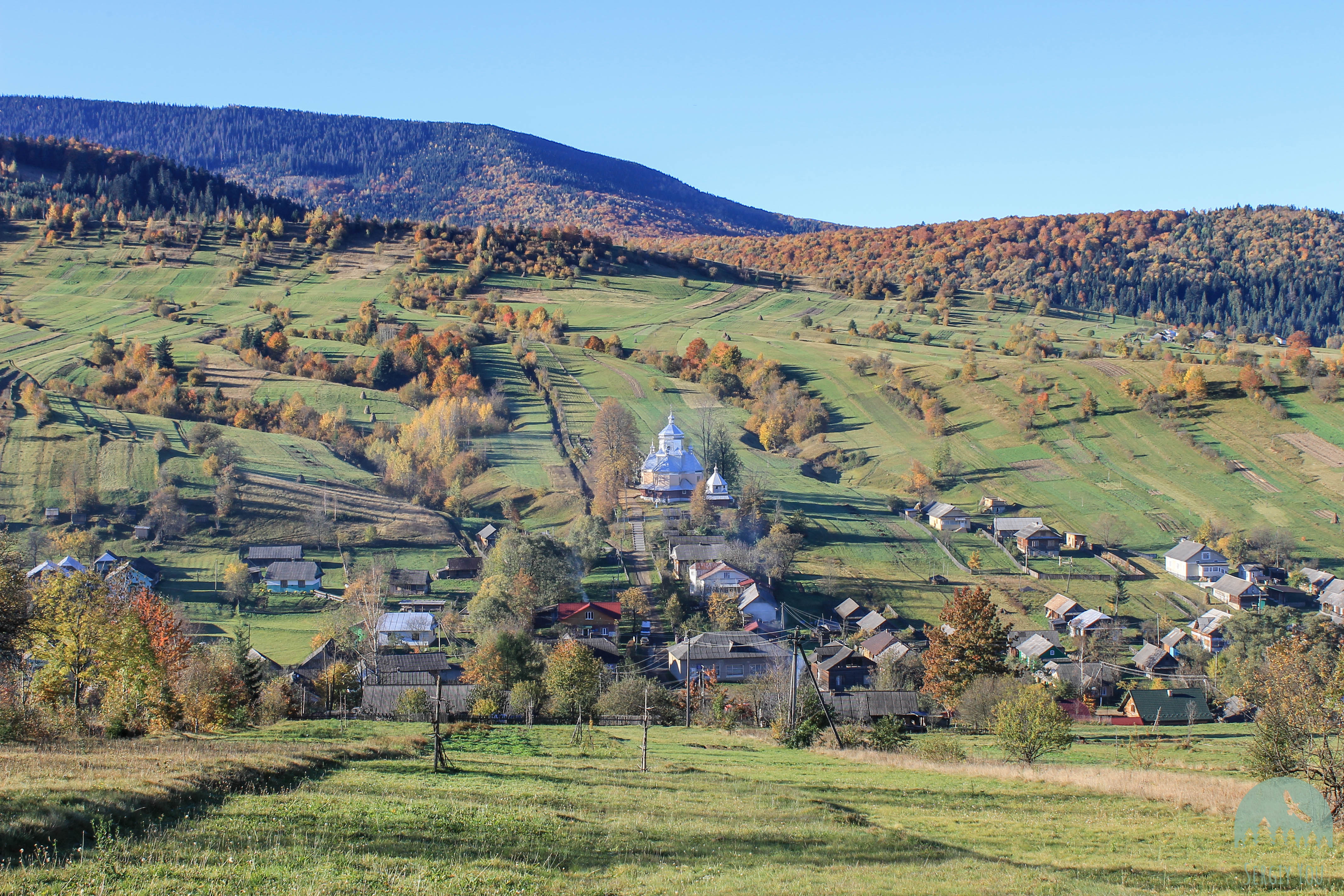
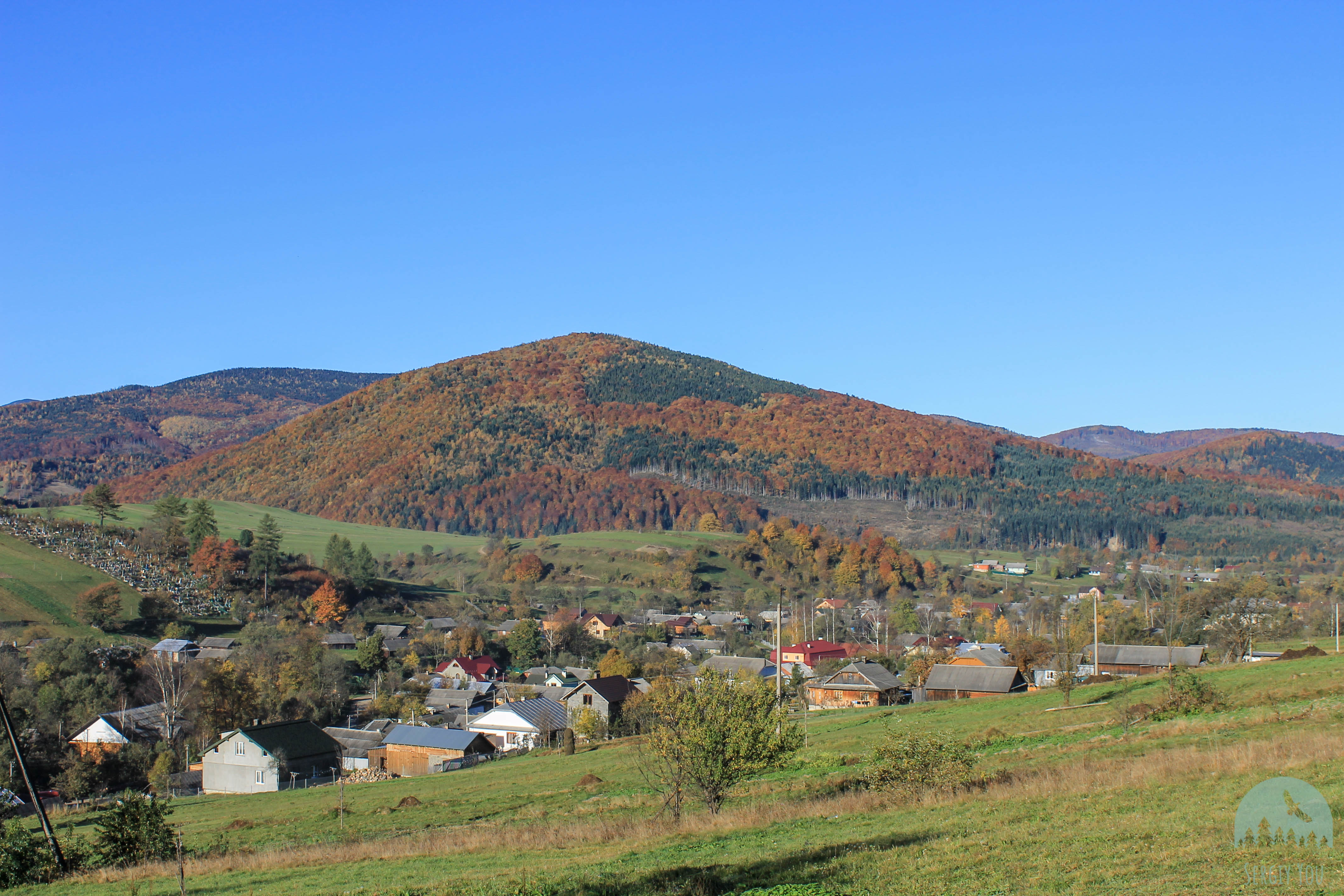
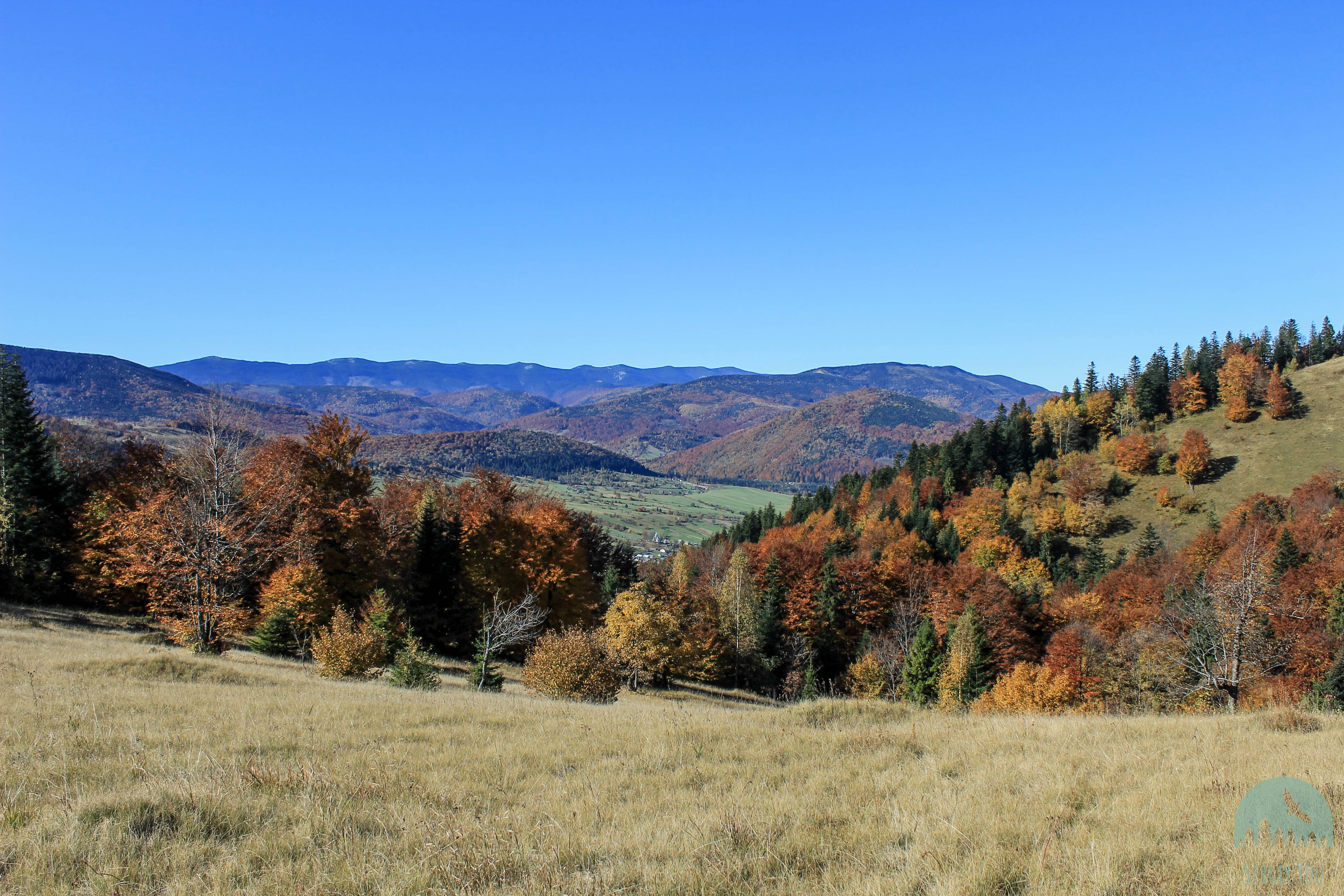
Село Липовиця з хребта Стінка. Хребет Аршиця на задньому плані

## Виноски
1. ↑  Жерела до істориї України-Руси, т. IV, стор. 176, 246 — Львів, НТШ, 1895. — 412 с.
2. ↑  Володимир Кубійович. Етнічні групи південнозахідної України (Галичини) на 1.1.1939, стор. 21 — Вісбаден, 1983. — 205 с.
3. ↑  Рідні мови в об'єднаних територіальних громадах України — Український центр суспільних даних
4. ↑  Крайній Іван Бізнес–диво у решеті. Вироблене у гірській Липовиці нехитре начиння для просівання борошна і круп знаходить збут навіть у Китаї та інших далеких країнах [Архівовано 5 березня 2016 у Wayback Machine.] // «Україна Молода», № 221 за 22 листопада 2008 року.